# Anita Moen
Pour les articles homonymes, voir Moen.
Anita Moen (née le 31 août 1967 à Elverum) est une ancienne fondeuse norvégienne.

## Palmarès

### Jeux olympiques
- Jeux olympiques d'hiver de 1994 à Lillehammer  Norvège:
  -  Médaille d'argent en relais 4 × 5 km.
- Jeux olympiques d'hiver de 1998 à Nagano  Japon:
  -  Médaille d'argent en relais 4 × 5 km.
  -  Médaille de bronze sur 15 km.
- Jeux olympiques d'hiver de 2002 à Salt Lake City  États-Unis:
  -  Médaille d'argent en relais 4 × 5 km.
  -  Médaille de bronze en sprint.

### Championnats du monde
- Championnats du monde de ski nordique 1993 à Falun  Suède:
  -  Médaille de bronze en relais 4 × 5 km.
- Championnats du monde de ski nordique 1995 à Thunder Bay  Canada:
  -  Médaille d'argent en relais 4 × 5 km.
- Championnats du monde de ski nordique 2001 à Lahti  Finlande:
  -  Médaille d'argent en relais 4 × 5 km.

### Coupe du monde
- Meilleur classement final: 4e en 1998.
- 20 podiums individuels dont 3 victoires.
- 14 podiums en épreuve par équipes dont 4 victoires.

#### Victoires d'étapes
| Date             | Lieu        | pays      | Compétition                                                      |
| ---------------- | ----------- | --------- | ---------------------------------------------------------------- |
| 8 décembre 1996  | Davos       | Suisse    | 4x5 km (avec Bente Skari, Marit Mikkelsplass et Trude Dybendahl) |
| 10 décembre 1998 | Milan       | Italie    | SP TL                                                            |
| 8 décembre 1999  | Asiago      | Italie    | TS TL (avec Bente Skari)                                         |
| 29 décembre 2001 | Salzbourg   | Autriche  | SP TC                                                            |
| 23 mars 2002     | Lillehammer | Norvège   | 58 km TC MS                                                      |
| 24 novembre 2002 | Kiruna      | Suède     | 4x5 km (avec Bente Skari, Maj Helen Sorkmo et Vibeke Skofterud)  |
| 26 janvier 2003  | Oberhof     | Allemagne | TS TL (avec Hilde Gjermundshaug Pedersen)                        |

Légende :

TC = classique

TL = libre

MS = départ en masse

HS = départ avec handicap

PU = poursuite